# Хороший син
«Хороший син» (англ. The Good Son) — трилер 1993 року з Маколеєм Калкіним і Елайджа Вудом в головних ролях. Виконавець однієї з головних ролей Елайджа Вуд став лауреатом премії «Сатурн» 1994 року у категорії «Найкращий молодий актор чи акторка».

## Сюжет
Марк переживає смерть матері від раку. Його батько їде у відрядження, а сина залишає у свого брата та його дружини. Після приїзду хлопчик товаришує зі своїм двоюрідним братом-ровесником Генрі, але жорстокі ігри підштовхують Марка думати про його неврівноваженість: Генрі вбив собаку, кинув ляльку, яка призвела до аварії.
Марк ділиться думкою про те, що його мама перевтілилась в тітку Сьюзен. Вона ще не може змиритися з думкою про смерть наймолодшої дитини, Річарда, й такі заяви засмучують її ще більше. Між тим Сьюзен знаходить у Генрі гумову качку, яка зникла після смерті Річарда. Реакція сина на спробу забрати качку наштовхує на думку, що Генрі вбив малюка.
Марк чує від Генрі, що його мати скоро помре. Марк намагається захистити жінку, погрожуючи ножицями. Воллес закриває в кімнаті племінника. Генрі зустрічає маму, але вона й сама з ним хоче поговорити про смерть Річарда. На подвір'ї хлопчик натякає про свою причетність і біжить на стрімчак, інсценуючи самогубство. Мати підходить на край. Несподівана поява Генрі лякає Сьюзен, вона падає, але чіпляється за виступ. Прибігає Марк, якому вдалося вибратись з кімнати. Хлопці починають битися й нависають над проваллям. Жінці вдається вилізти, але врятувати вона може тільки одного. Вона рятує племінника.

## У ролях
| Актор            | Роль   |
| ---------------- | ------ |
| Маколей Калкін   | Генрі  |
| Елайджа Вуд      | Марк   |
| Венді Крюсон     | Сьюзен |
| Девід Морс       | Джек   |
| Рорі Калкін      | Річард |
| Деніел Г'ю-Келлі | Воллес |
| Жаклін Брукс     | Еліс   |
| Квінн Калкін     | Жаніс  |

## Створення фільму
Зйомки фільму проходили в Міннесоті, Нью-Мексико, Массачусетсі, Нью-Гемпширі, Неваді.

### Підготовка
Після завершення свого роману «Дитина в часі» 1988 року англійський письменник Єн Мак'юен отримав від «20th Century Fox» пропозицію написати сценарій про зло, яке могло б бути пов'язане з дітьми. Вимога була лише одна: низькобюджетне, але водночас видовищне кіно, проте, не розраховане на масового глядача (за задумом кінокомпанії, це не мав бути блокбастер, хоча й пристойну касу він теж мав зібрати).
Тим не менш, початковий сценарій Мак'юена «Fox» вважала недостатньо комерційно успішним, через що сценарій гуляв Голлівудом, поки на нього не натрапила незалежна продюсерка Мері Енн Пейдж. Їй сценарій сподобався і вона протягом трьох років намагалася зрушити проект з мертвої точки (у цей період на роль Генрі було затверджено Майкла Клесіка, режисером мав стати Браян Ґілберт, а знімати фільм збиралася «Universal Studios»), але щоразу виробництво призупинялося через брак фінансування. Тим часом «20th Century Fox» випустила два касові кінохіти — «Сам удома» і «Мовчання ягнят», — і, побачивши, наскільки успішними були в прокаті дитячий фільм і екстремальний трилер, 1991 року знову розглянула сценарій і все-таки вирішила взятися за нього. Режисером став Майкл Леман, співпродюсером — Лоуренс Марк, Мері Стінберджен обрано на роль Сьюзен Еванс, а Джессі Бредфорда — на роль Генрі. Роль Марка запропонували Чарлі Корсмо, але той за кілька років до цього вирішив закінчити акторську кар'єру. Мак'юену тим часом було наказано переписати сценарій і до листопада 1991 року затверджено бюджет у 12 млн доларів, а основним місцем зйомок обрано штат Мен.
Процес підготовки раптово перервався, коли батько Маколея Калкіна Крістофер Калкін, який був одночасно його менеджером і мав вплив у Голлівуді завдяки славі Маколея, захотів, щоб головну роль у цьому фільмі грав його син. Бажаючи довести здатність Маколея зіграти негативну роль, Крістофер поставив «Fox» умову, що дозволить участь Маколея у зніманні сиквелу «Сам удома 2: Загублений у Нью-Йорку», якщо він зіграє в «Хорошому сині». «Fox», яка знімала обидва фільми, зважаючи на деяку фінансову привабливість Маколея, погодилася на ці умови. Але знфімання «Сам удома 2» мало розпочатися в грудні, тому виробництво «Гарного сина» відклали на цілий рік. У цей період Мері Стінберджен вибула з проєкту, а на роль Марка затверджено Елайджу Вуда. До початку знімання, через робочі протиріччя, проєкт залишили Майкл Леман і Лоуренс Марк, а Крістофер Калкін, який у цей період намагався проштовхнути в кіно інших своїх дітей, наполягав, щоб одну з ролей у фільмі зіграла його дочка Куїнн, а також наполіг на кандидатурі Джозе, як заміні режисера. Паралельно бюджет фільму зріс на той час до 20 млн доларів.
Мак'юена, який під керівництвом Рубена знову почав переписувати сценарій, остаточно спростивши його, порівняно з початковим варіантом, зрештою теж усунули від роботи, і для остаточної обробки сценарію найняли іншого сценариста, Девіда Локері. Тим не менш, Мак'юен встиг висунути відповідні претензії, завдяки чому в титрах тільки його зазначено автором сюжету та сценарію.

### Знімання
Знімання розпочалося 19 листопада 1992 року і закінчилися 25 березня 1993 року. Хоча дія відбувається в штаті Мен, більшість знімань відбулося в штаті Міннесота. Там, зокрема, знято сцену фінальної боротьби Марка з Генрі на кручі. За сценарієм, скеля розташована на березі Атлантичного океану, але відповідної скелі не знайшли, тому, після численних експедицій по всій країні, зрештою вибрали стрімчак на скелях Пелісейд-Хед на озері Верхнє. Висота скелі становила 180 футів (майже 55 метрів) від поверхні води, але для знімання фінальної бійки Марка і Генрі на нього встановили бутафорську імітацію з деревини і гіпсу, покритого гумою, що збільшило його висоту ще на 10 футів. У бутафорії зроблено дірочки, через які до акторів протягнуто страхувальні троси. Завдяки цьому Калкін і Вуд, качаючись по поверхні «скелі», не могли поранитися або звалитися вниз. Для ракурсів, знятих зверху вниз, використовували моторні човни, які кружляли навколо скелі і створювали ефект океанських хвиль. Хоча в сцені було залучено дублерів, у сценах, де хлопці вже висять, тримаючись за руки Сьюзен, Маколей Калкін і Елайджа Вуд знімалися самі, що дозволило зняти нормальні кадри з їхніми обличчями без використання великих планів. Для цього вони протягом 6 тижнів тренувалися з координатором Джеком Гіллом так, щоб вони могли вільно висіти на висоті 180 футів.
Річарда і Конні Евансів зіграли брат і сестра Маколея — Рорі і Куїн Калкін.

### Знімальна група
- Кінорежисер — Джозеф Рубен
- Сценарист — Єн Мак'юен
- Кінопродюсери — Мері Енн Пейдж, Джозеф Рубен
- Композитори — Елмер Бернстайн
- Кінооператор — Джон Ліндлі
- Кіномонтаж — Джордж Боверс
- Художник-постановник — Білл Грум
- Художник-декоратор — Джордж ДеТітта мол.
- Художник-костюмер — Синтія Флінт
- Підбір акторів — Дебора Аквіла[2].

## Сприйняття

### Критика
Фільм отримав змішані відгуки. На сайті Rotten Tomatoes оцінка стрічки становить 27 % від кінокритиків із середньою оцінкою 4,3/10 (26 голосів) і 54 % на основі 52 811 відгук від глядачів (середня оцінка 3,1/5). Фільму зарахований «гнилий помідор» і «розсипаний попкорн» від глядачів, Internet Movie Database — 6,4/10 (31 912 голосів).

### Прокат
Прокат у США приніс 44,8 млн доларів, у світі — 15,8 млн. Повний касовий збір — 60,6 млн доларів.

### Номінації та нагороди
| Нагороди та номінації фільму «Хороший син» | Нагороди та номінації фільму «Хороший син» | Нагороди та номінації фільму «Хороший син» | Нагороди та номінації фільму «Хороший син» | Нагороди та номінації фільму «Хороший син» | Нагороди та номінації фільму «Хороший син» |
| Рік                                        | Кінофестиваль/кінопремія                   | Категорія/нагорода                         | Номінант                                   | Результат                                  |                                            |
| ------------------------------------------ | ------------------------------------------ | ------------------------------------------ | ------------------------------------------ | ------------------------------------------ | ------------------------------------------ |
| 1994                                       | «Сатурн»                                   | Найкращий молодий актор або акторка        | Елайджа Вуд                                | Перемога                                   |                                            |
| 1994                                       | «Сатурн»                                   | Найкращий фільм жахів                      | «Хороший син»                              | Номінація                                  |                                            |
| 1994                                       | Кінонагороди MTV                           | Найкращий злодій                           | Маколей Калкін                             | Номінація                                  |                                            |

## Новелізація
Паралельно з виходом фільму випущено невелику його літературну обробку, виконану Тодом Штрассером (він же новелізував попередній фільм з Маколеєм Калкіним «Сам удома»). Новелізація місцями розходиться з фільмом і зображує Генрі, як звичайного соціопата (у фільмі ж натякається, що Генрі, свого роду, — втілення зла в людському вигляді), але також трохи розширює його образ (у новелізації Сьюзен, зрештою, виявляє, що Генрі просто не здатний відчувати таких речей, як любов або горе, а насолода, якої він зазнає, коли мучить інших — одне з небагатьох, що він здатний відчувати). Новелізація має кілька альтернативних ходів у сюжеті (Воллес і Сьюзен, як і у фільмі, їдуть у ресторан на вечерю, але невдовзі повертаються, оскільки Сьюзен на той момент вже починає здаватися, що в їхньому будинку щось не так) і альтернативний фінал, де Марк приїжджає до дядька і тітки за рік і вони зі Сьюзен ідуть на могилу Генрі, де на надгробку написно цитату Лао-цзи: «Без темряви не може бути і світла» (Сьюзен у цій сцені каже Марку, що досі любить Генрі).